# Julius-Maximilians-Universität Würzburg

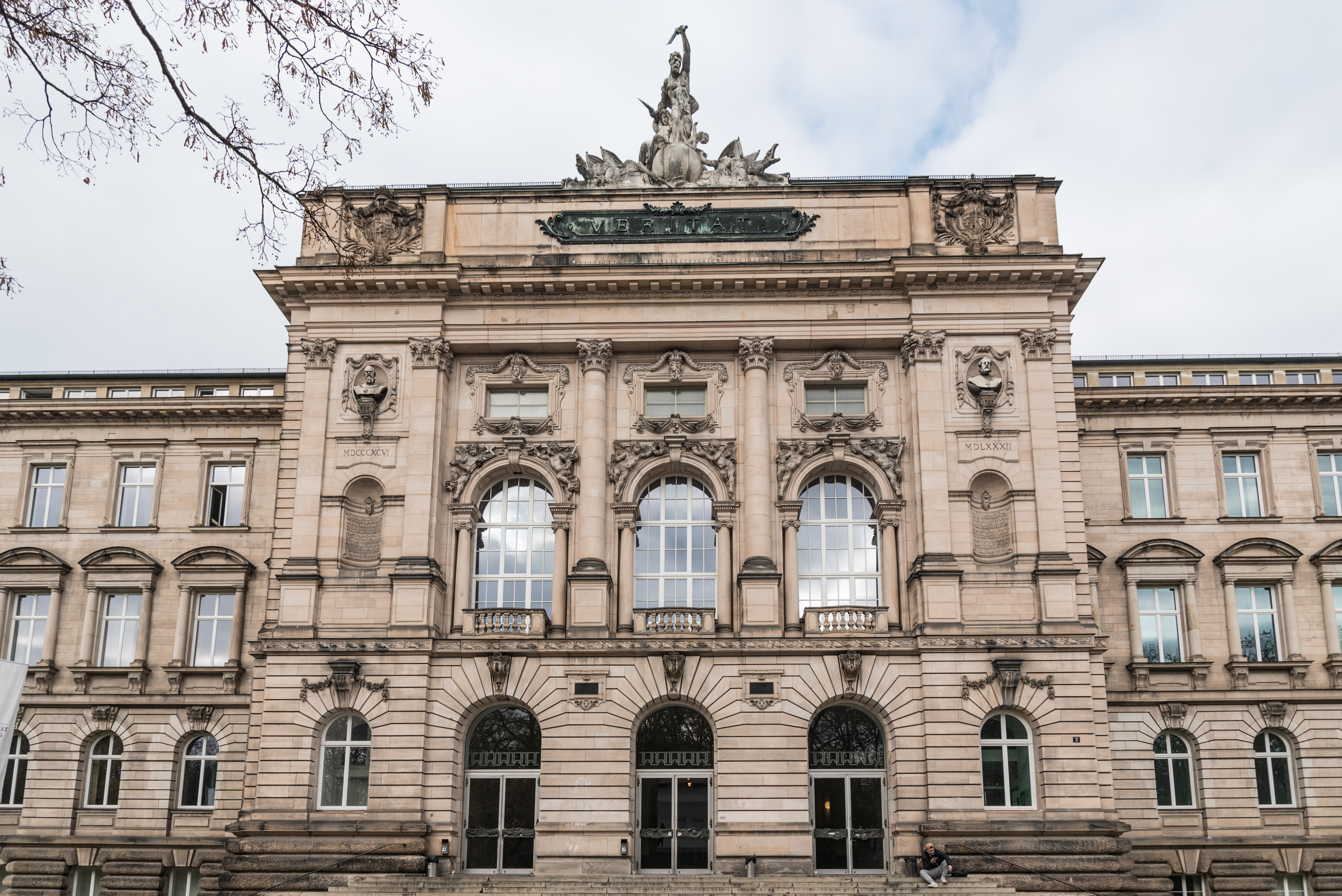
Die Neue Universität am Sanderring, das 1896 errichtete Hauptgebäude der Universität Würzburg

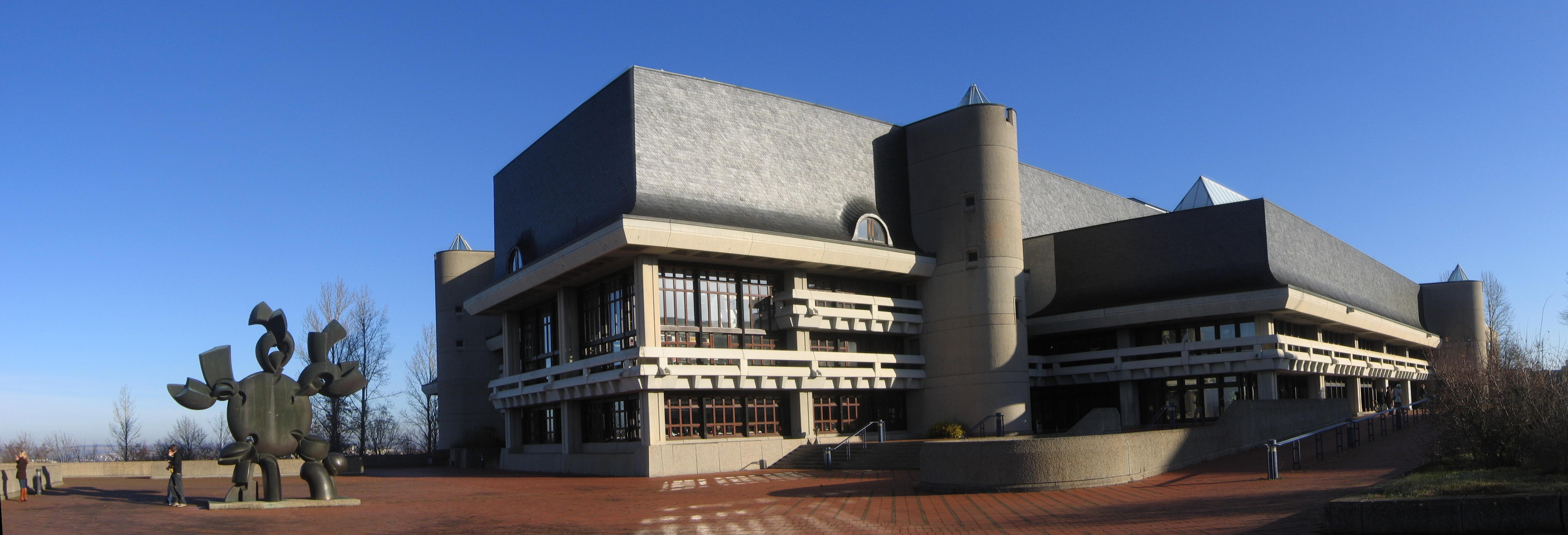
Panoramaansicht der Universitätsbibliothek am Hubland

Die Julius-Maximilians-Universität Würzburg (kurz Universität Würzburg oder JMU), lateinisch Universitas Herbipolensis (auch Alma Julia Maximilianea und Alma Mater Julia zu Würzburg), gehört zu den ältesten deutschen Universitäten.
Im Jahr 1402 erteilte Papst Bonifaz IX. dem Würzburger Bischof Johann von Egloffstein das Privileg zur Gründung einer Universität in Würzburg. Die Gründung der Universität Würzburg war die vierte auf dem Gebiet des heutigen Deutschlands und ist die älteste Universitätsgründung im heutigen Bayern. Die Gründung hatte jedoch nicht lange Bestand.
Nach einer langen Zäsur eröffnete am 2. Januar 1582 Fürstbischof Julius Echter von Mespelbrunn feierlich die neubegründete Universität wieder. Auf ihn geht „Julius“ im seit 1803 bestehenden und im Verlaufe des Jahrhunderts noch mehrfach geänderten Namen Julius-Maximilians-Universität Würzburg zurück.
Der zweite Teil kommt vom bayerischen Kurfürsten und späteren König Maximilian I. Joseph. Die bayerische Volluniversität ist Mitglied der Coimbra-Gruppe. Sie gehörte 2020 zu den 19 ranghöchsten deutschen Universitäten und den 150 ranghöchsten weltweit.
Vor allem in Fächern wie Psychologie, Biologie, Chemie, Informatik, Medizin, Pharmazie und Physik genießt die Universität einen hervorragenden Ruf.

## Studentenzahl
Im Wintersemester 2022/23 waren 26.787 Studenten eingeschrieben, davon 16.351 Frauen und 3.250 Studienanfänger im ersten Hochschulsemester.

## Studiengänge
An der Volluniversität können Studiengänge wie Theologie, Jura, Philosophie und Medizin studiert werden. Zu diesem „klassischen“ Angebot sind viele neue Studiengänge dazugekommen, darunter Biomedizin, Funktionswerkstoffe, Games Engineering, Luft- und Raumfahrtinformatik, Informatik und Nachhaltigkeit, Medienkommunikation, Mensch-Computer-Systeme, Modern China, Museologie, Nanostrukturtechnik und Pädagogik bei Sehbeeinträchtigungen. Mit etwa 6.424 Lehramtsstudenten (Wintersemester 2021/22) ist Würzburg der größte Standort für die Lehrerbildung in Nordbayern. Seit 2016 wird die Universität vom Land Bayern über die Einrichtung von Elitestudiengängen mit Schwerpunkt in der Medizin, den Naturwissenschaften und der Informatik zusätzlich gefördert. Aktuell werden über das Elitenetzwerk Bayern fünf verschiedene Elitestudiengänge gefördert.

## Fakultäten
Bei der Neugründung 1582 gab es zunächst die Fakultäten für Theologie und Philosophie, welchen bald die Juristische und die Medizinische Fakultät folgten. Die Philosophische Fakultät wurde mit der Verordnung vom 29. September 1873 in eine philosophisch-historische und eine naturwissenschaftlich-mathematische Sektion aufgeteilt, doch erst 1937 errichtete man eine selbständige Fakultät für die Naturwissenschaften. 1968 kam schließlich eine Wirtschaftswissenschaftliche Fakultät hinzu. 1972 folgte Pädagogik als siebte Fakultät. Bei der Hochschulreform 1974 wurde die Struktur völlig verändert; dabei entstanden 13 Fakultäten, ehe Pädagogik 1977 aufgelöst und anderen Fakultäten zugeordnet wurde.
Zum Wintersemester 2007/08 wurden die Fakultäten teilweise neu gegliedert: Die Fakultät für Geowissenschaften wurde aufgelöst und das Institut für Geographie der neuen Philosophischen Fakultät I zugeordnet, die aus der Fusion der bisherigen Philosophischen Fakultäten I und II entstanden war. Die bisherige Philosophische Fakultät III wurde zur Philosophischen Fakultät II. Diese wurde 2014 in Form einer Neugründung in Fakultät für Humanwissenschaften umbenannt. Die Philosophische Fakultät I ist nun lediglich Philosophische Fakultät und fasst Historische, Philologische, Kultur- und Geographische Wissenschaften zusammen.
So hat die Universität derzeit zehn Fakultäten. Sie lassen sich den Bereichen Geisteswissenschaften, Recht und Wirtschaft, Lebenswissenschaften, Naturwissenschaft und Technik zuordnen.
1. Katholisch-Theologische Fakultät
2. Juristische Fakultät (mit Institut für Notarrecht an der Universität Würzburg)
3. Medizinische Fakultät
4. Philosophische Fakultät (Historische, Philologische, Kultur- und Geographische Wissenschaften)
5. Fakultät für Humanwissenschaften
6. Fakultät für Biologie
7. Fakultät für Chemie und Pharmazie
8. Fakultät für Mathematik und Informatik
9. Fakultät für Physik und Astronomie
10. Wirtschaftswissenschaftliche Fakultät

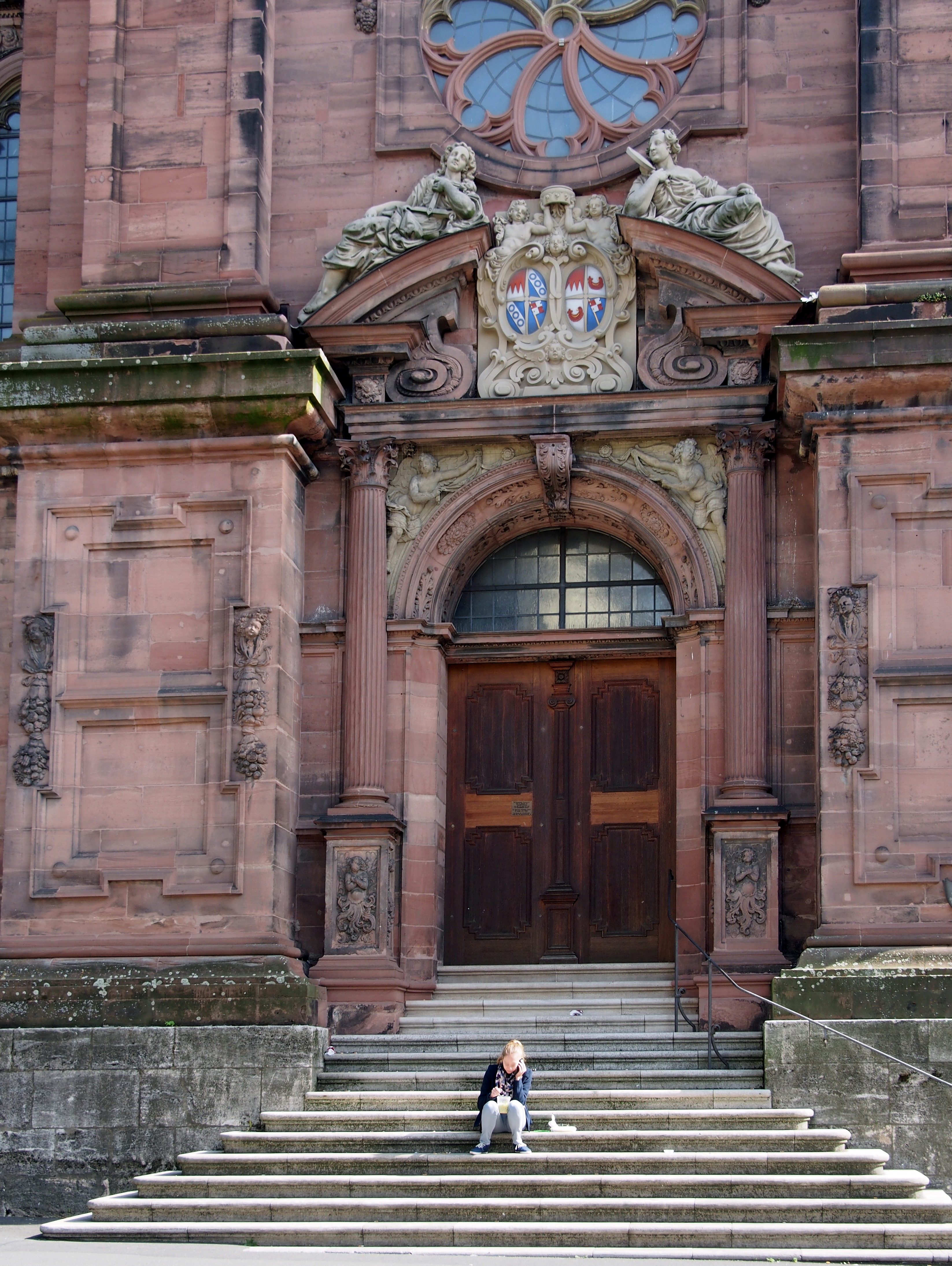
Portal der Neubaukirche mit Wappen der Bischöfe Julius Echter von Mespelbrunn und Philipp Adolf von Ehrenberg
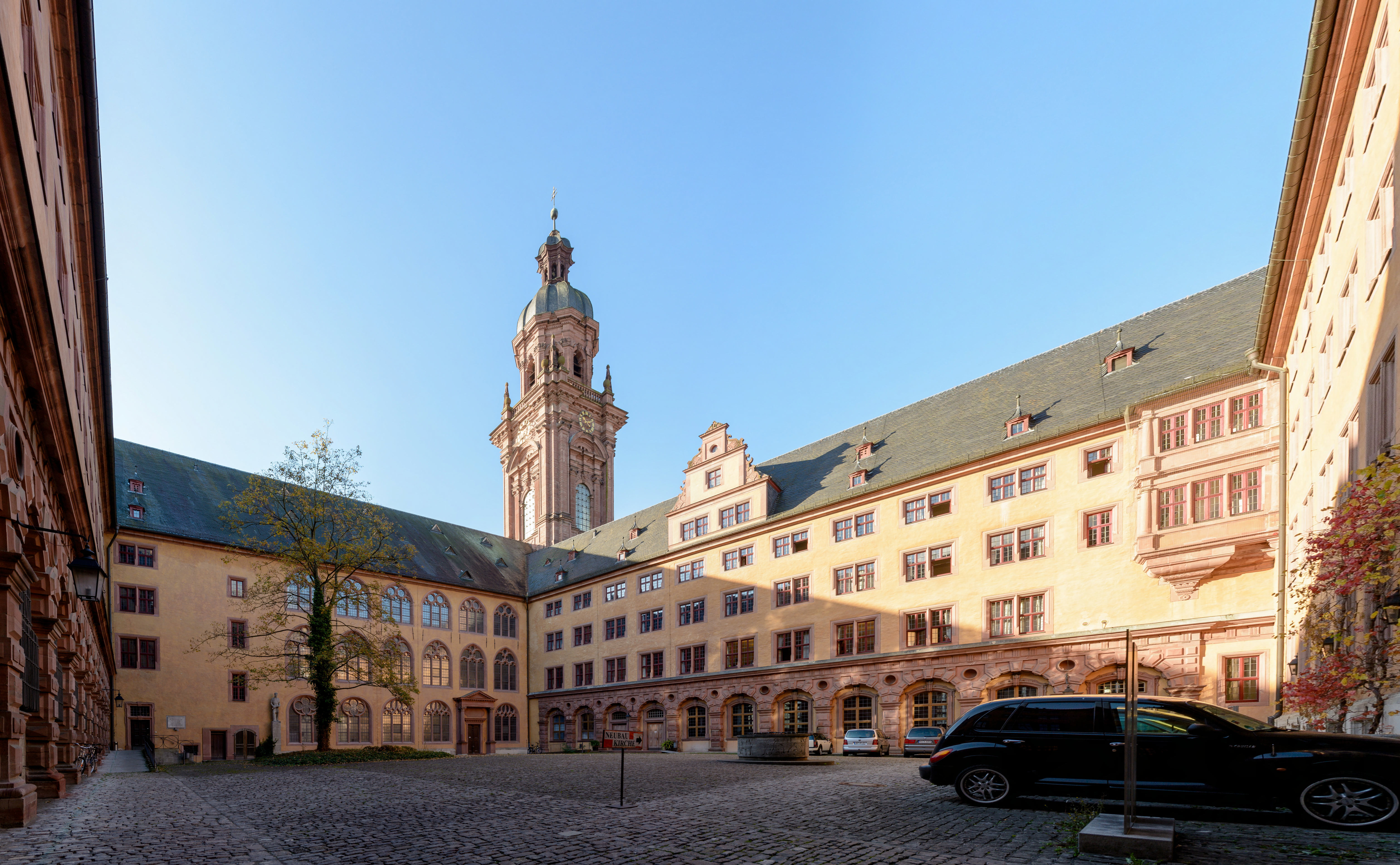
Innenhof der Alten Universität, Neubaustraße/Schönthalstraße/Domerschulstraße mit Neubaukirche
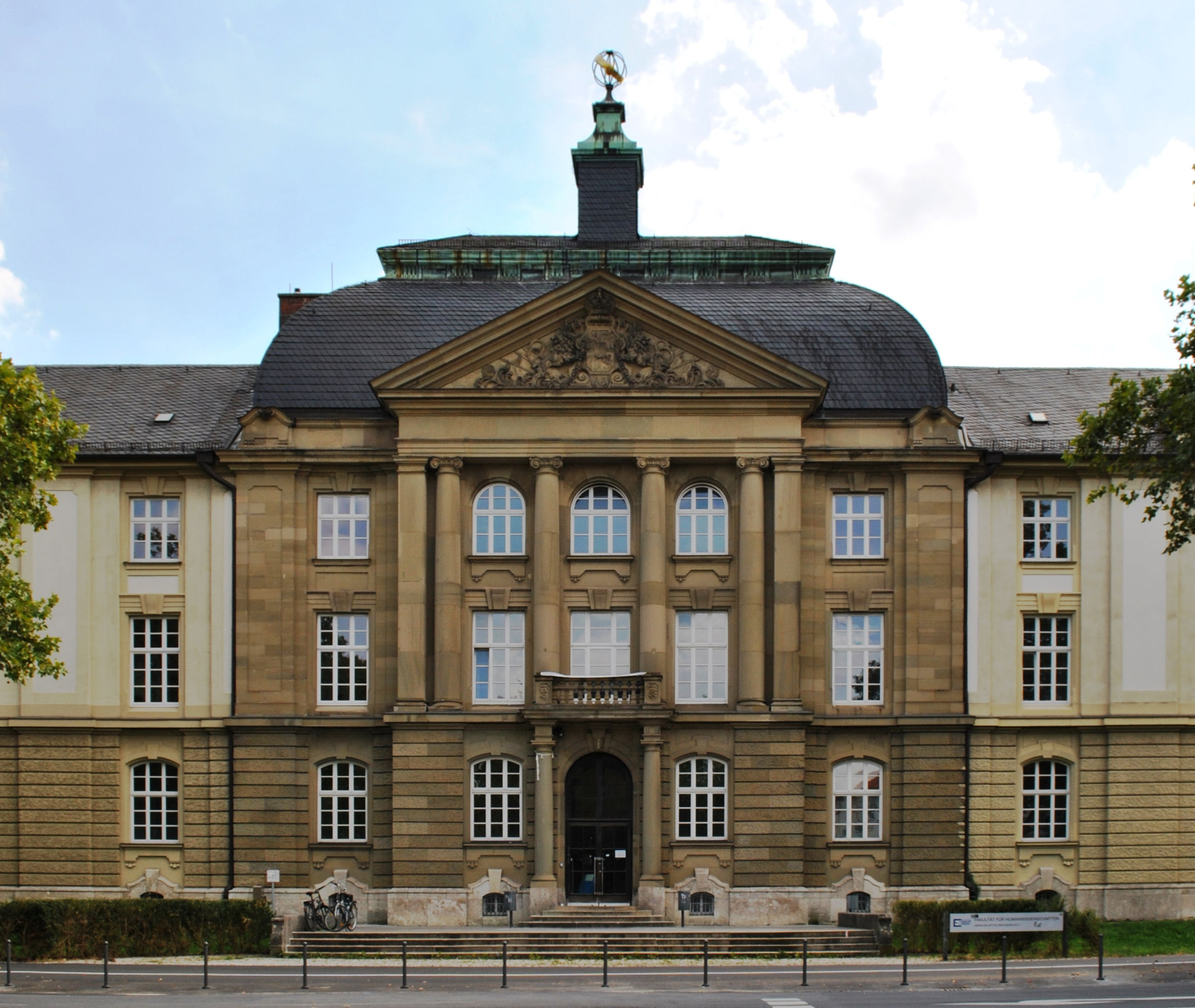
Neobarockes Universitätsgebäude am Wittelsbacherplatz (ehemals Schullehrerseminar und später Pädagogische Hochschule)
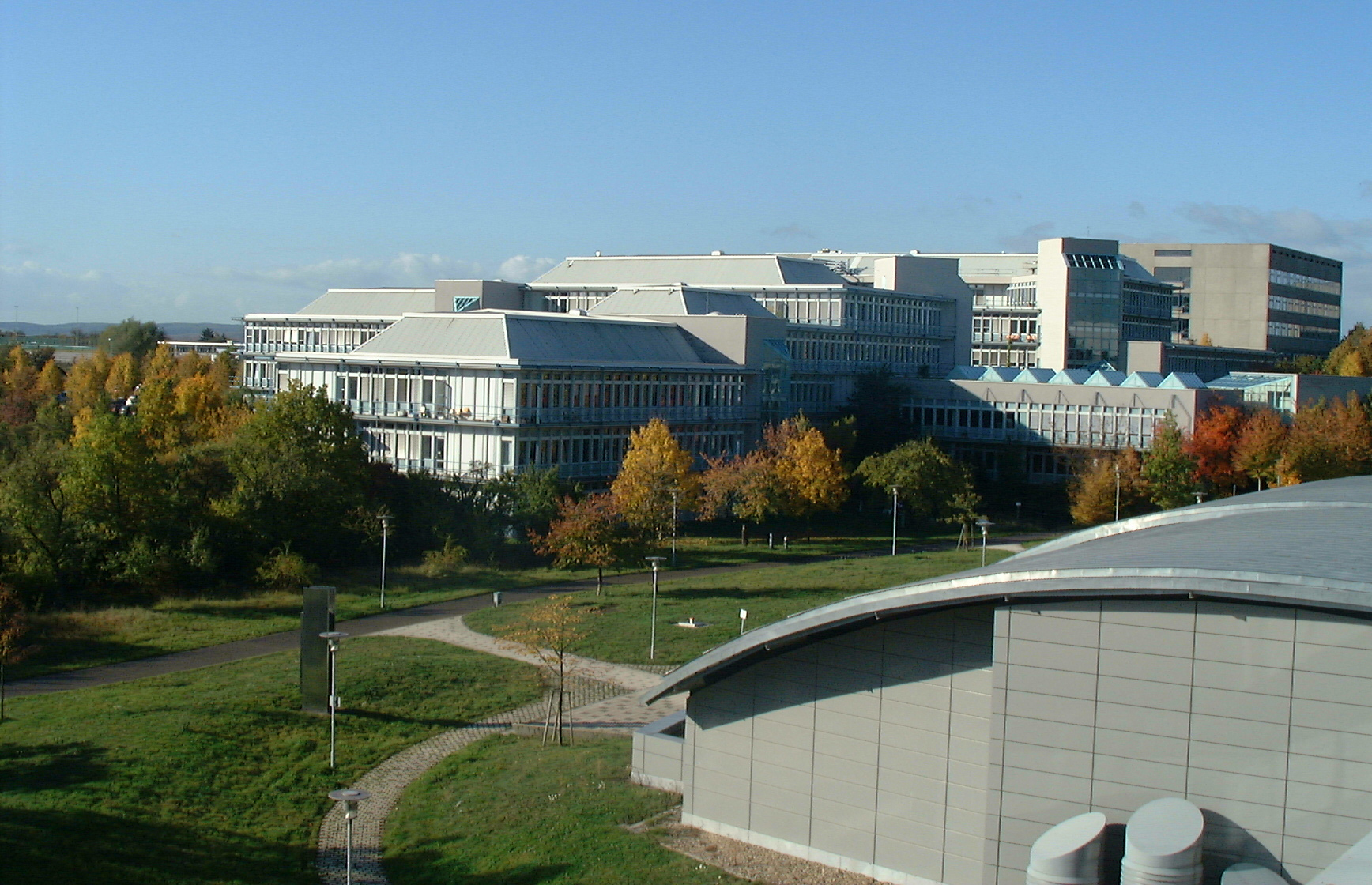
Neubau „Biozentrum“ am Hubland

## Geschichte

### Erste Gründung 1402
Die Universität wurde auf eine 1401 gestartete Initiative von Fürstbischof Johann von Egloffstein als „Hohe Schule zu Würzburg“ gegründet. Er wollte das „Gymnasium herbipolense“ zu einer Universität mit vier Fakultäten machen und erhoffte sich davon eine Deckung des Bedarfs an qualifizierten Juristen und Klerikern in seinem Herrschaftsbereich sowie einen Aufschwung der städtischen Wirtschaft durch Zuzug von Lehrpersonal und Studenten. Die für den Lehrbetrieb nötigen Gebäude kaufte er von Mitgliedern seines Domkapitels.
Am 10. Dezember 1402 erhielt er das erforderliche Privileg von Papst Bonifatius IX., womit sich Würzburg in die Gruppe der Städte mit den ältesten Universitäten im damals deutschsprachigen Raum einreihte – Prag (1348), Wien (1365), Heidelberg (1386), Köln (1388) und Erfurt (1392). Insofern ist Würzburg auch die älteste Universität Bayerns. Zu den Lehrern an der Universität zählten unter anderen Winand von Steeg, Johannes Ambundi und Bartholomäus Fröwein.
Der Lehrbetrieb wurde jedoch kurze Zeit nach dem Tod des Fürstbischofs Egloffstein schon vor 1430 ausgesetzt. Grund für den Niedergang war in erster Linie die mangelhafte Finanzierung, da es nicht gelang, eine Stiftung zu etablieren, die über eigene Pfründen verfügte.:88 Am 30. November 1413 wurde der Rektor der Universität, Johann Zantfurt, von seinem Kammerdiener ermordet; die Umstände wurden nie aufgeklärt. Das Universitätsgebäude kaufte später Lorenz Fries. 1427 war die „Hohe Schule“ zwar noch nicht aufgelöst und wurde ein letztes Mal urkundlich erwähnt, war aber nun bedeutungslos geworden. Überlegungen zu einem Neuaufbau der Universität hatte erstmals der ab 1558 als Fürstbischof amtierende Friedrich von Wirsberg geäußert. Aufgrund von Problemen mit Klerus und Administration hatte er seine diesbezüglichen Pläne jedoch nicht realisieren können.

### Von der Neugründung 1582 bis 1932

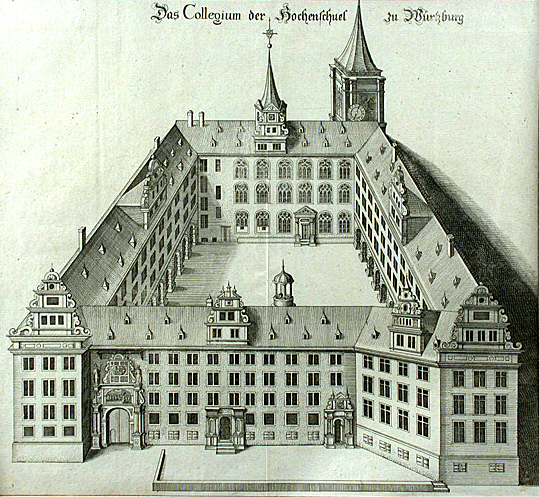
Alte Universität Würzburg, „Collegium der Hochenschuel zu Würzburg“ mit Universitätskirche. Kupferstich von Johann Leypolt, 1591

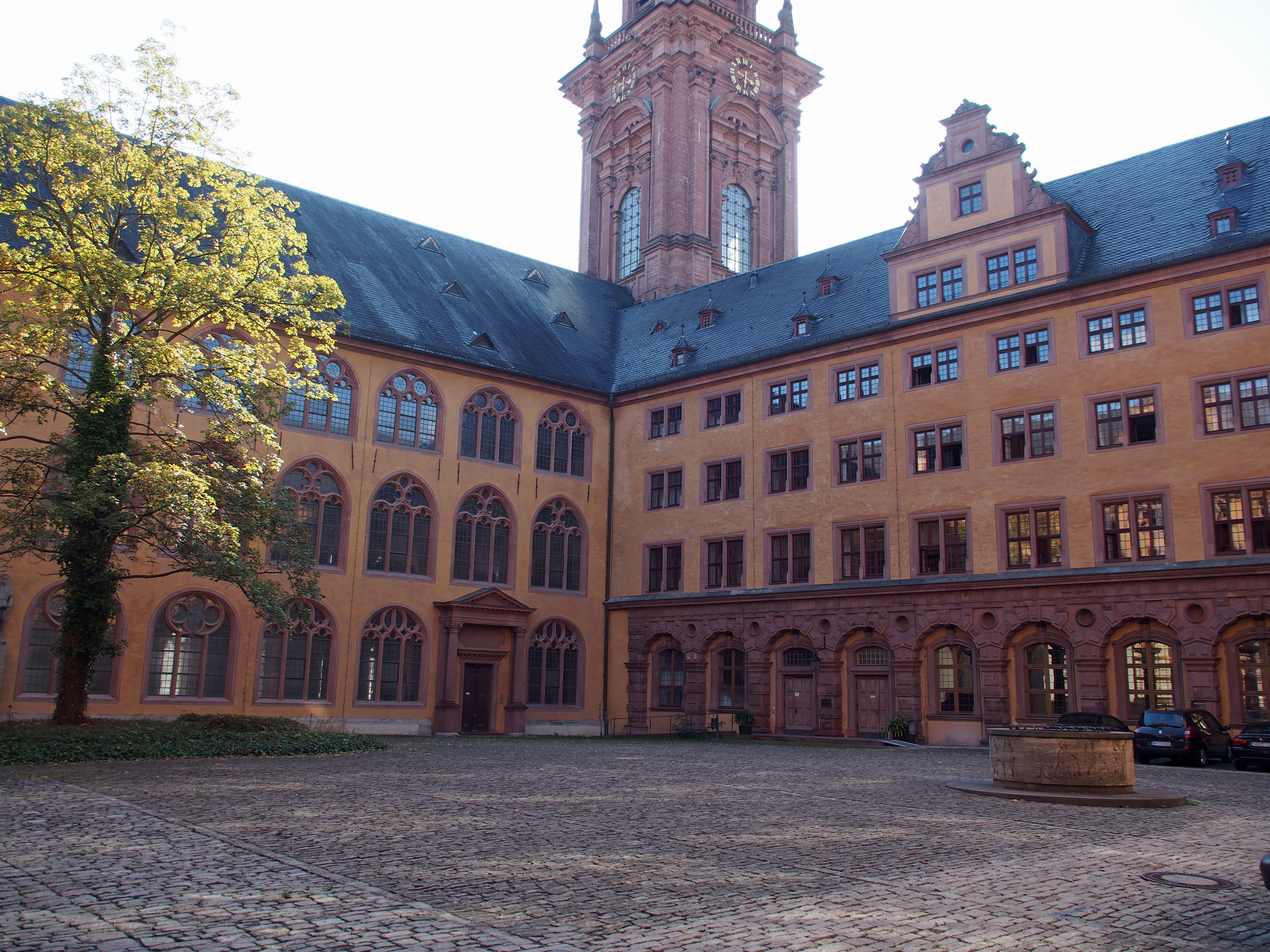
Innenhof der Alten Universität mit den Erdgeschossarkaden, im Hintergrund die Universitätskirche

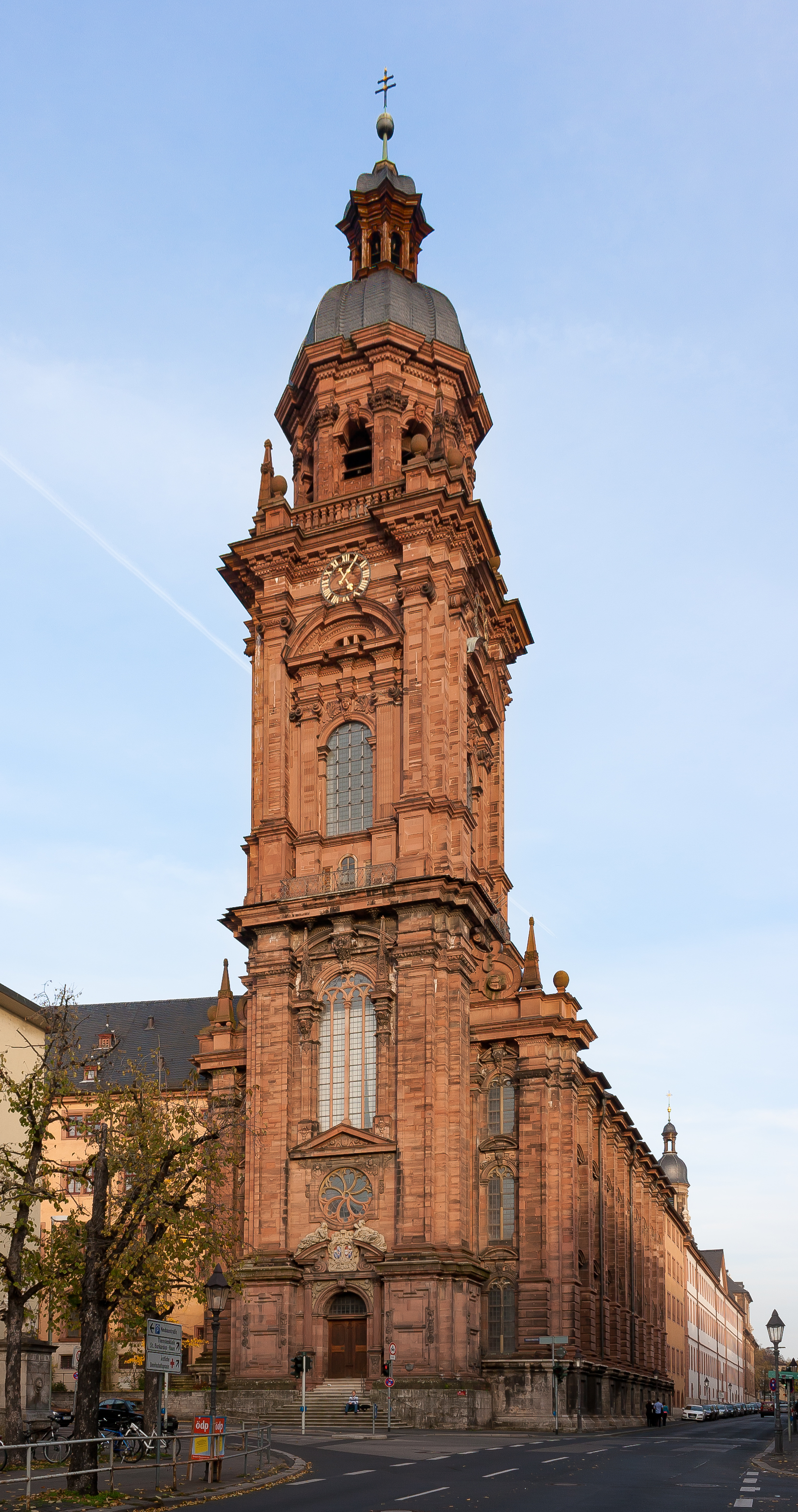
Turm der Neubaukirche, der früheren Kirche der Julius-Maximilians-Universität. Heute wird das Gebäude als Festsaal und Aula genutzt.

Siegel der Universität

Nachdem 1551 der Unterricht in einigen Fächern wieder aufgenommen war und 1567 bereits erste Promotionen erfolgt waren, erhielt der Würzburger Fürstbischof Julius Echter von Mespelbrunn im Zuge der Gegenreformation 1575 die kaiserlichen und 1576 die päpstlichen Privilegien zur Wiederbegründung der Hochschule (siehe auch Erasmus Neustetter genannt Stürmer).
Dieses Mal war die Finanzierung allerdings besser abgesichert, und auch die Vorschriften für die Studenten waren strenger. Am 2. Januar 1582 wurden aus Kostengründen zunächst nur die Theologische und Philosophische Fakultäten wieder eröffnet, deren Dekane auch sogleich ernannt wurden. Der Name der Universität lautete „Julius-Universität“ (Academia Iulia). Das Universitätssiegel entstand erst im darauffolgenden Jahr, weshalb es die Jahreszahl 1583 trägt. Die Statuten für die Medizinische Fakultät folgten 1587, doch erst 1593 waren die Dozenten vollständig vorhanden. Der erste Medizinstudent, Georg Leyerer (auch „Leiherer“) aus Ebersbrunn, wurde jedoch bereits am 2. Oktober 1585 immatrikuliert. Leyerer († 1617) gehörte dann 1593 als Professor der Chirurgie mit Adrianus Romanus (als Theoricus) und Johannes Stengelius (als Practicus) zu den drei ersten Professoren der Medizin der Fakultät.
Im Jahr 1591 wurde das von Julius Echter in Auftrag gegebene vierflügelige Universitätsgebäude mit dazugehöriger Kirche (Neubaukirche) fertiggestellt, heute Alte Universität genannt. Dort waren Theologen, Juristen und Geisteswissenschaftler untergebracht. Die Medizinische Fakultät fand ihre Heimstatt im Juliusspital. Architekt des Gebäudes mit der in einen Winkel integrierten Neubaukirche war mit ziemlicher Sicherheit Georg Robin.
Die Universität stand zunächst nur Studenten katholischer Konfession offen. Mit der von Fürstbischof Friedrich Karl von Schönborn im Jahr 1734 neu erlassenen Studienordnung öffnete sich die Universität auch Nicht-Katholiken. Adam Friedrich von Seinsheim stellte ab 1773, dem Jahr der Auflösung des Würzburger Jesuitenkollegs, auch für die Theologische Fakultät Anhänger der Aufklärung ein und legte den Grundstein für die weitere Neuorientierung der (zuvor von Jesuiten bestimmten) Theologie unter seinem Nachfolger Franz Ludwig von Erthal und den nun vermehrt in Würzburg wirkenden Aufklärungs-Theologen. Ihren kirchlich-katholischen Charakter verlor die Einrichtung allerdings erst im frühen 19. Jahrhundert, nachdem Würzburg unter bayerische Herrschaft gekommen war.
Die modernere Entwicklung der medizinischen Fächer begann im 18. Jahrhundert mit der Einrichtung der Medizinischen Klinik (1767 mit dem „Internisten“ und Chemiker Franz Heinrich Meinolph Wilhelm als Leiter der Klinik im Juliusspital) und der 1769 errichteten Chirurgischen Universitätsklinik (unter Carl Caspar von Siebold). Im Jahr 1796 begann der Arzt und Hofmedikus Anton Müller (1755–1827) seine Tätigkeit am Würzburger Juliusspital, wo er zum ersten Psychiater des Spitals, der auch über sein Fachgebiet publizierte, wurde, obwohl er nie der Universität angehörte. Franz Heinrich Meinolph Wilhelm, der als Professor ab 1785 erstmals Vorlesungen in deutscher Sprache abhielt, war es, der erstmals nachweislich Experimentalchemie an der Würzburger Universität betrieb.
Mit Carl Joseph Ringelmann und seiner Ernennung zum Professor 1807 begann in Würzburg die wissenschaftliche Zahnheilkunde.
Um 1800 begannen sich einige Studentenverbindungen in Würzburg zu gründen.
Während der Koalitionskriege wurde die Universität mehrfach umbenannt:
Zunächst zu „Churfürstliche Julius-Universität“ (1803), „Julius Maximilians Universität“ (1803/04–1805/06), „Kurfürstliche Universität zu Würzburg“ (1806–1806/07), „Großherzogliche Universität zu Würzburg“ (1807–1814), „Königliche Universität zu Würzburg“ (1815–1838). Dies spiegelte die unterschiedliche Zugehörigkeit der Universität zum Kurfürstentum Bayern, welches 1806 unterging, zum Großherzogtum Würzburg, welches als Rheinbund-Staat bis 1814 existierte, und anschließend zum Königreich Bayern.
1822 erhielt die Universität eine Staatswissenschaftliche Fakultät.

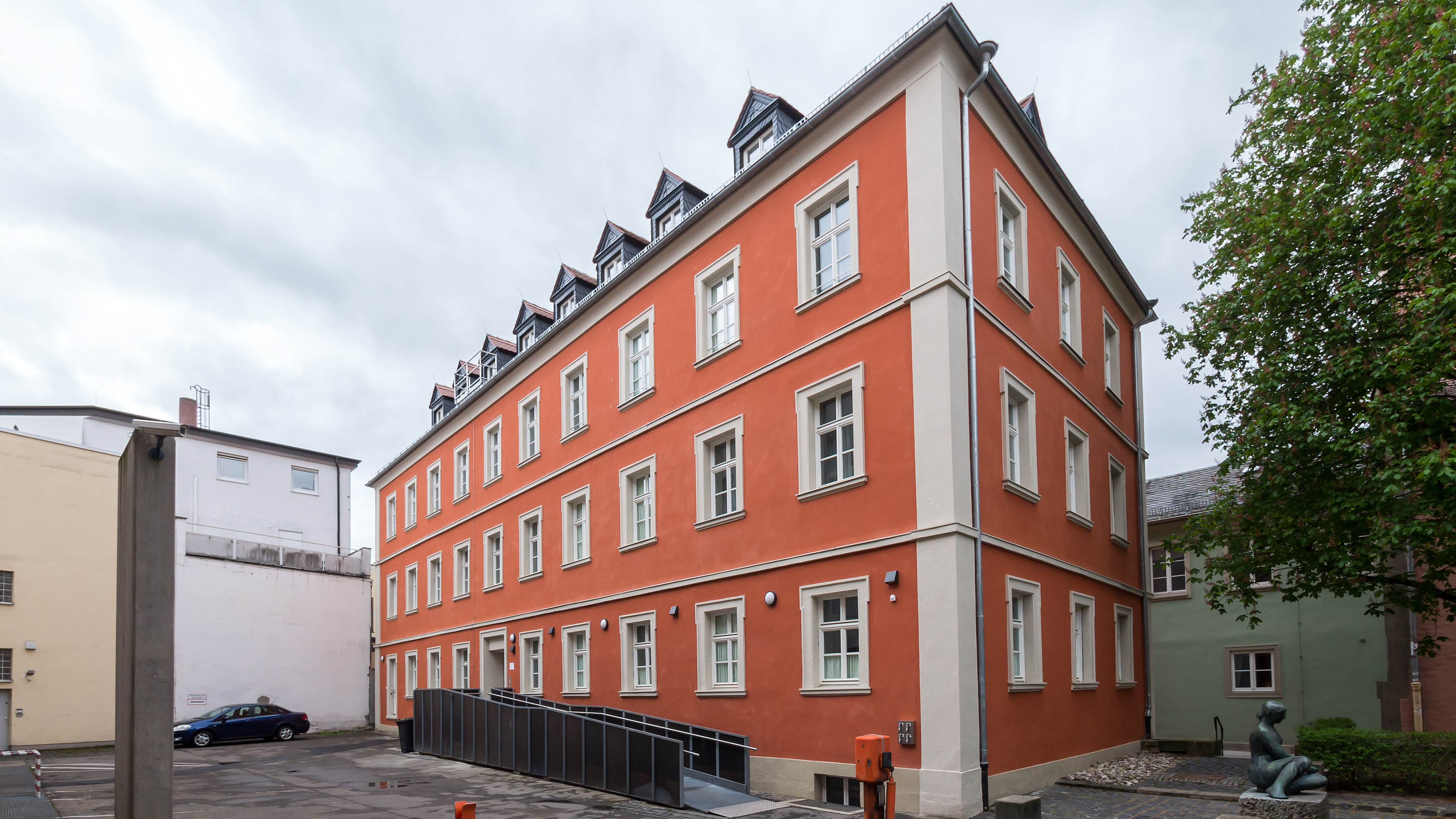
Das Welzhaus in der Klinikstraße 6. Die ehemalige Frauenklinik und spätere Medizinische Poliklinik in der Klinikstraße 8 sowie der verbindende Korridor sind hier bereits abgerissen.

Zum Wintersemester 1838/39 wurde die Königliche Universität zu Würzburg nochmals umbenannt in „Königliche Julius-Maximilians-Universität“, und zwei Jahre darauf in „Königlich Bayerische Julius-Maximilians-Universität“. Dieser Name hatte für die nächsten knapp 80 Jahre Bestand.
Ab dem Jahr 1850 wuchs die Universität sehr stark. Zahlreiche neue Gebäude entstanden: für die Medizin im Umfeld des Juliusspitals und des Pleicherwalls, für die Naturwissenschaften am heutigen Röntgenring (zuvor Pleichacher Ringstraße) und in der Koellikerstraße, für die Zahnmedizin am (1879 abgebrochenen) Pleichertor und für die 1893 unter Konrad Rieger eröffnete Nervenklinik am Schalksberg. Im 1853 fertiggestellten zweistöckigen Bau, der später Medizinisches Kollegienhaus (zunächst „Medizinisches Collegienhaus“) genannt wurde, als erstem modernen „Biozentrum“ Deutschlands wurden grundlegende medizinische Fächer unterrichtet und erforscht. Erster ordentlicher Professor für Augenheilkunde, ernannt vom bayerischen König, wurde 1866 Robert Ritter von Welz, ein Schüler von Albrecht von Graefe. 1857 hatte der seit 1850 in Würzburg Ophthalmologie und Zahnmedizin lehrende Arzt eine private Augenklinik im ehemaligen Gebärhaus, gegründet 1805 als erste Entbindungsklinik Würzburgs und Ausbildungsstätte für Hebammen und Geburtshelfer (1857 unter Friedrich Wilhelm Scanzoni von Lichtenfels umgezogen in einen Neubau in der Klinikstraße 8, ab 1938 die mit einem Korridor im ersten Stock mit dem Welzhaus verbundene Medizinische Poliklinik), des Adam Elias von Siebold in der Klinikstraße 6 als Würzburgs erste Augenheilanstalt eröffnet (und am 4. Januar 1858 erworben), die dann durch Schenkung der welzschen Marienstiftung für arme Augenkranke gemäß dem Testament Welz’ 1878 zur ersten Würzburger Universitäts-Augenklinik wurde. Robert von Welz war als Assistent des auch als Dekan und Rektor wirkenden Chirurgen Cajetan von Textor zudem einer der Pioniere der Äthernarkose im deutschen Sprachraum, für die er einen Inhalierapparat entwickelte und nach Selbst- und Fremdversuchen im Winter 1846/47 dazu 1846 die erste Publikation zur modernen Anästhesiologie Würzburgs verfasste. Anfang der 1850er-Jahre hatte die Universität Würzburg mehr Medizinstudenten als Berlin, München und Leipzig.
Am 20. Dezember 1857 wurde der Universität ein Historisches Seminar mit Franz Xaver Wegele als Vorstand genehmigt.
Im Wintersemester 1876/77 überstieg die Zahl der Studenten an der Würzburger Universität erstmals die 1000er-Marke. 1888 erhielt die Universität, deren Medizinische Fakultät von 1850 bis 1880 nach Wien und Prag zu den bedeutendsten gehörte, ein eigenes Pharmazeutisches Institut. Pathologie wurde ab 1853 im neu erbauten Medizinischen Kollegienhaus gelehrt, ab 1878 im Neubau des Pathologischen Instituts in der Koellikerstraße.
Im Universitätsgebäude befand sich im 19. Jahrhundert ein Karzer (auch Carcer), eine Arrestzelle der Universität, wo Studenten für leichte Vergehen inhaftiert wurden.
Ein neues Universitäts-Hauptgebäude wurde am 28. Oktober 1896 am Sanderring als Neue Universität (Baubeginn 1892) eingeweiht, es ist noch heute Sitz der Universitätsleitung.
Am 3. Juni 1896 wurde mit Marcella O’Grady Boveri erstmals eine Frau als Hörer an der Würzburger Medizinischen Fakultät zugelassen. Die erste Frau, die sich an der Würzburger Universität habilitierte war 1929 die Psychologin Maria Schorn.

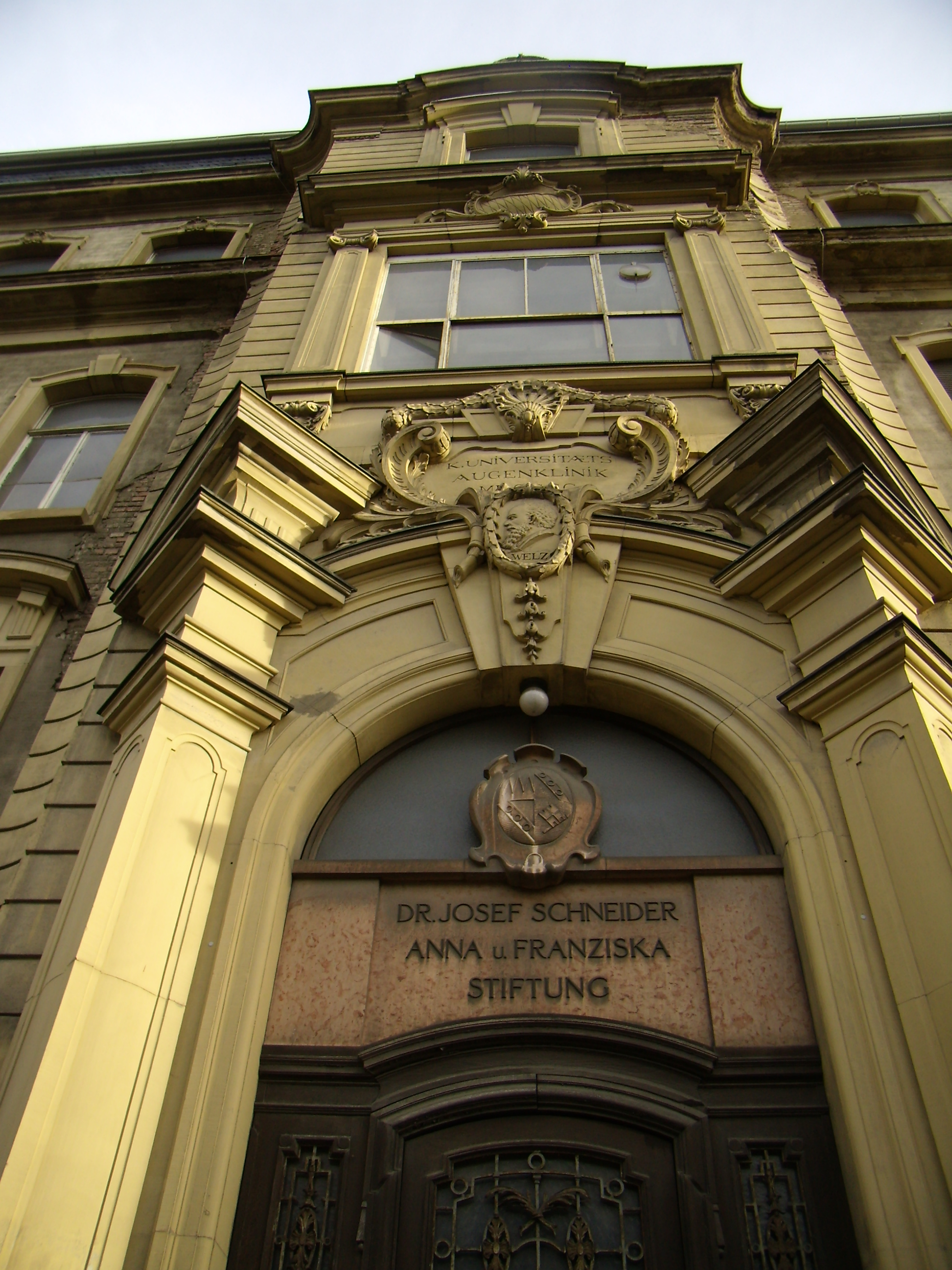
Die alte Augenklinik am Röntgenring mit dem Porträt von Robert von Welz

Am Röntgenring 12 wurde 1901 eine neue Augenklinik eröffnet, über deren Portal das Porträt von Welz eingemeißelt ist. Das Welzhaus in der Klinikstraße 6 wurde dann der bis 1934 dort bestehenden Frauenklinik in der Klinikstraße 8 angegliedert und mit dieser durch einen Korridor im ersten Obergeschoss verbunden, der im Zweiten Weltkrieg zerstört und 1974 wiederhergestellt wurde. Das Welzhaus selbst war nach den Zerstörungen des 16. März 1945 unter Verwendung der Außenfassade 1953/1954 wiedererrichtet worden. Bis 1974 war dort das Mathematische Institut untergebracht, bevor das Gebäude der Medizinischen Poliklinik angegliedert wurde.
Die zwischen 1901 und 1911 erfolgte Nobelpreisvergabe an fünf Würzburger Forscher, deren Berufung vor allem dem Mathematiker Friedrich Prym (Dekan und Rektor) zu verdanken war, trug zur Erlangung internationaler Bedeutung, insbesondere der Philosophischen Fakultät, der Würzburger Universität bei.
Nach dem Ende der Monarchie in Bayern in Folge der Novemberrevolution 1918/19 verlor auch die Universität ihr Prädikat „Königlich Bayerisch“ und erhielt den heutigen Namen: „Julius-Maximilians-Universität“.
Die Medizinische Fakultät trennte sich vom Juliusspital und zog 1921 am damaligen Stadtrand in das neue Universitätsklinikum Würzburg und wurde „Luitpoldkrankenhaus“ genannt. Das Staatliche Luitpoldkrankenhaus wurde am 2. November 1921 feierlich übergeben und im Verlauf eines Jahres wurden dann die verschiedenen Kliniken bezogen. Im Sommersemester betrug der Anteil der für Medizin immatrikulierten Studenten 60 Prozent.

### Nationalsozialismus
Von den 1933 einsetzenden Entlassungen unerwünschter Wissenschaftler war die Universität weniger stark betroffen als die meisten deutschen Universitäten. Während der NS-Zeit wurden 13 Lehrkräfte entlassen. Das waren 8,6 Prozent des Lehrkörpers. Außerdem erkannte die Universität Würzburg in dieser Zeit 184 Wissenschaftlern den Doktorgrad ab. Vor allem Wissenschaftler jüdischer Herkunft wurden dadurch entwürdigt. Nach der Aufarbeitung dieser Vorgänge im Jahr 2010 rehabilitierte die Universität diese Menschen in einem öffentlichen Festakt Ende Mai 2011 posthum.
Unter ihrem Direktor Carl Joseph Gauß zog 1934 die Universitäts-Frauenklinik mit der angegliederten Hebammenlehranstalt vom Welzhaus in der Klinikstraße in den Stadtteil Grombühl um.
Im oben genannten Welzhaus in der Klinikstraße 6 wurde im November 1938 das Institut für Vererbungswissenschaft und Rasseforschung eingerichtet und im Mai 1939 eingeweiht.
Im Mai 1939 richtete die Universität Würzburg den Großdeutschen Studententag aus. Etwa 3000 Studenten kamen in der Stadt zusammen. Hohe Repräsentanten des NS-Staates wie der bayrische Ministerpräsident Ludwig Siebert, die Reichsfrauenführerin Gertrud Scholtz-Klink, der General der Panzertruppe Heinz Guderian und der Reichsstudentenführer Gustav Adolf Scheel erschienen. Am neu gestalteten Studentenstein, dem nunmehrigen „Ehrenmal der Deutschen Studenten“ fanden Namensverleihungen an Kameradschaften aus dem gesamten Reich statt.
Am Ende des Zweiten Weltkriegs war die Universität Würzburg aufgrund der alliierten Luftangriffe zu 80 % zerstört.

### Nachkriegszeit
Nach dem Zweiten Weltkrieg wurde im Trümmerfeld des zerstörten Würzburg zunächst die Theologische Fakultät am 1. Oktober 1945, wiedereröffnet und begann am 15. Oktober (weitere Fakultäten zwei Wochen später) den Lehrbetrieb, die Medizinische Fakultät (Dekan: Jürg Zutt) wurde mit der konstituierenden Fakultätsitzung am 11. Januar 1947 offiziell wiedereröffnet und begann im Wintersemester 1946/47 wieder mit dem Vorlesungsbetrieb. Am 12. März 1947 fand der Festakt zur Wiedereröffnung der Universität statt.
Die Militärregierung hatte nach einem Bericht von Rektor Josef Martin von 150 vor 1945 tätigen Professoren 123 entlassen und nur 27 wieder als Dozenten der Universität zugelassen.
1955 erschuf Julius Büdel aus dem ehemaligen Institut für Amerikaforschung am Geographischen Institut die in ihrer Wurzel bis ins Jahr 1923 zurückreichende Abteilung Institut für Afrikaforschung. Vor allem durch die Ergebnisse der Forschungsreisen Büdels und Horst Menschings wurde Würzburg zu einem bis Ende der 1970er Jahre bedeutenden Zentrum geographischer Afrikaforschung.
Am 11. Mai 1965 legte die Universität den Grundstein für das zum Zweck ihrer Erweiterung 1962, als bereits über 6000 Studenten an der Alma Julia eingeschrieben waren, durch den Freistaat Bayern von der Stadt Würzburg erworbene Gelände von 111 Hektar am Hubland, auf einer Anhöhe im Osten von Würzburg. Dort entstanden in den folgenden Jahren zahlreiche Neubauten, darunter das Chemiezentrum (von 1965 bis 1972 wurden die Räumlichkeiten für die Organische Chemie, Pharmazie und Lebensmittelchemie, Anorganische Chemie und ein Zentralbau errichtet), das Philosophiegebäude, die Universitätsbibliothek, das Biozentrum (1992), Sportanlagen (so das 1977 eingeweihte neue Sportzentrum an der Mergentheimer Straße), Physik, Mathematik und Informatik, Rechenzentrum, neue Mensa und Studentenwohnheime. 2011 wurde auf dem Hubland-Campus das Zentrale Hörsaal- und Seminargebäude Z6 für alle Fakultäten in Betrieb genommen, dazu ein neues Praktikumsgebäude für die Naturwissenschaften.
Ausgehend von der bestehenden und von Ernst Kern geleiteten Chirurgischen Klinik entwickelten sich um 1970 neue Fächer, Abteilungen und Kliniken: Unter Hubert Frohmüller 1970 die Urologische Universitätsklinik, unter dem außerordentlichen Professor H. J. Viereck 1978 die Abteilung für Spezielle Thoraxchirurgie, unter Extraordinarius G. Viehweger 1978 die für Chirurgische Röntgendiagnostik und unter Extraordinarius D. Wiebecke 1978 die Abteilung für Transfusionsmedizin und Immunhämatologie. Des Weiteren entstanden in der Medizinischen Fakultät am 16. Juni 1969 der erste bayerische Lehrstuhl für Anaesthesiologie, geleitet von seinem, seit 1966 die Anästhesieabteilung bereits unter Kerns Vorgänger Wachsmuth leitendem Ordinarius Karl-Heinz Weis (* 1927), der im Februar gleichzeitig mit Ernst Kern seine Antrittsvorlesung hielt, Der ursprüngliche Lehrstuhl für Vererbungswissenschaft und Rasseforschung, den Gebsattel übernommen hatte, wurde 1965 in Lehrstuhl für Medizinische Psychologie und Psychotherapie umbenannt und 1968 mit Dieter Wyss besetzt. Im Jahr 1979 wurde Holger Höhn an das aus diesem Lehrstuhl hervorgegangene Institut für Humangenetik berufen. 1978 entstand das Institut für Röntgendiagnostik in der Medizinischen Klinik und Extraordinarius H. Braun.
1973 waren über 10.000 Studenten an der Würzburger Universität immatrikuliert und das ehemalige Konservatorium wurde Musikhochschule. Die Universitätsbibliothek Würzburg bezog 1981 ihren Neubau Am Hubland.
Am 31. Januar 1983 wurde an der Universität ein Anschlag mit vergifteten Getränken verübt. Die Getränke, die mit Thallium(I)-sulfat versetzt waren, wurden vor einem Hörsaal aufgebaut und mit einer Notiz versehen, der zufolge es sich um Reste einer Faschingsfeier handelte, die hiermit den Studienanfängern spendiert würden. Der Medizinstudent Robert A. starb an den Folgen der Vergiftung, elf weitere mussten im Krankenhaus behandelt werden; der Jurastudent Peter S. trug bleibende Schäden davon. Der Täter konnte nicht ermittelt werden.
Am 12. April 2011 eröffnete die Universität ihren neuen Campus Nord, direkt neben dem Hubland-Campus: Auf zusätzlichen 39 Hektar Fläche bietet sich Platz für die zukünftige Entwicklung der Hochschule.
Auf dem Campus Nord war früher ein Militärstützpunkt der USA (Leighton Barracks). Nach dem Abzug der Amerikaner im Januar 2009 bot sich der Universität die Chance, einen Teil der früheren Kaserne für sich zu nutzen. Diese Umwandlung von militärischem in ziviles Areal, die so genannte Konversion, ging in Würzburg sehr zügig vonstatten.
Im Jahr 2014 wurde die Mensateria eingeweiht.

## Universität und Stadt
Heute sind hier rund 28.000 Studenten an der Universität eingeschrieben. Dazu kommen mehr als 8.600 Studenten der am 1. August 1971 gegründeten Technischen Hochschule Würzburg-Schweinfurt und etwa 750 Studenten an der Hochschule für Musik. Damit ist statistisch gesehen jeder vierte Würzburger gleichzeitig ein Student.
Mit ihren insgesamt über 10.000 Beschäftigten gehören die Universität und ihr Klinikum zu den größten Arbeitgebern in der Region.
Durch das historische Wachstum sind die Institute und Kliniken der Julius-Maximilians-Universität über das ganze Stadtgebiet verteilt. Einrichtungen befinden sich unter anderem an folgenden Orten:
- heute am Dallenberg (Botanik mit Botanischem Garten, Pharmazeutische Biologie), früher im Juliusspital[102][103][104]
- Grombühl (Medizin, Unikliniken, Rudolf-Virchow-Zentrum, Zentrum für Infektionsforschung),
- Am Hubland mit Campus Süd und Campus Nord (auf dem Areal der ehem. Leighton-Barracks) (Universitätsbibliothek, Rechenzentrum, Biozentrum, Germanistik, Anglistik, Romanistik, Geschichte, Kunstgeschichte, Chemie, Pharmazie, Lebensmittelchemie, Physik, Nanostrukturlabor, Astronomie, Geographie, Geologie, Mineralogisches Museum, Mathematik, Informatik, Teile der Pädagogik, Neues Sportzentrum, Robotikhalle),
- Wittelsbacherplatz (Soziologie, Politische Wissenschaft, Pädagogik, Sonderpädagogik),
- Neue Universität am Sanderring (Universitätsleitung, Wirtschaftswissenschaften),
- Residenz (Altphilologie, Ägyptologie, Orientalistik, Philosophie, Alte Geschichte, Vor- und Frühgeschichte, Klassische Archäologie),
- Domerschulstraße: Alte Universität (Jura) und Gebäude Domerschulstraße 13 (Institut für Musikforschung, ehemaliges Wohnhaus von Johann Lukas Schönlein),
- Bibrastraße 14 (Katholische Theologie)[105]
- Innenstadt und Pleich (Zahnmedizin, Zahn-, Mund- und Kieferkliniken des Universitätsklinikums Würzburg),
- Röntgenring (bis 1909 „Pleicher Ring“; Anatomie, Physiologie, Psychologie, Chemische Technologie der Materialsynthese),
- Versbacher Straße (Pharmakologie, Toxikologie, Virologie, Immunbiologie, Medizinische Strahlenkunde).
- Judenbühlweg (Sportzentrum)

## Wissenschaftliche Einrichtungen
- Deutsches Zentrum für Herzinsuffizienz (DZHI)
- Institut für Hochschulkunde (IfH)
- Adolf-Würth-Zentrum für Geschichte der Psychologie (AWZ)
- Mineralogisches Museum Würzburg
- Institut für Molekulare Infektionsbiologie (IMIB)
- Institut für Geschichte der Medizin[106]
- Martin von Wagner Museum
- Rudolf-Virchow-Zentrum (RVZ)
- Theodor-Boveri-Institut für Biowissenschaften
- Zentrum für Experimentelle Molekulare Medizin (ZEMM)
- Zentrum für Infektionsforschung (ZINF)
- Helmholtz-Institut für RNA-basierte Infektionsforschung (HIRI)
- Max-Planck-Forschungsgruppe für Systemimmunologie
- Bayerisches Zentrum für Angewandte Energieforschung (ZAE)
- Interdisziplinäre Biomaterial- und Datenbank Würzburg (ibdw)

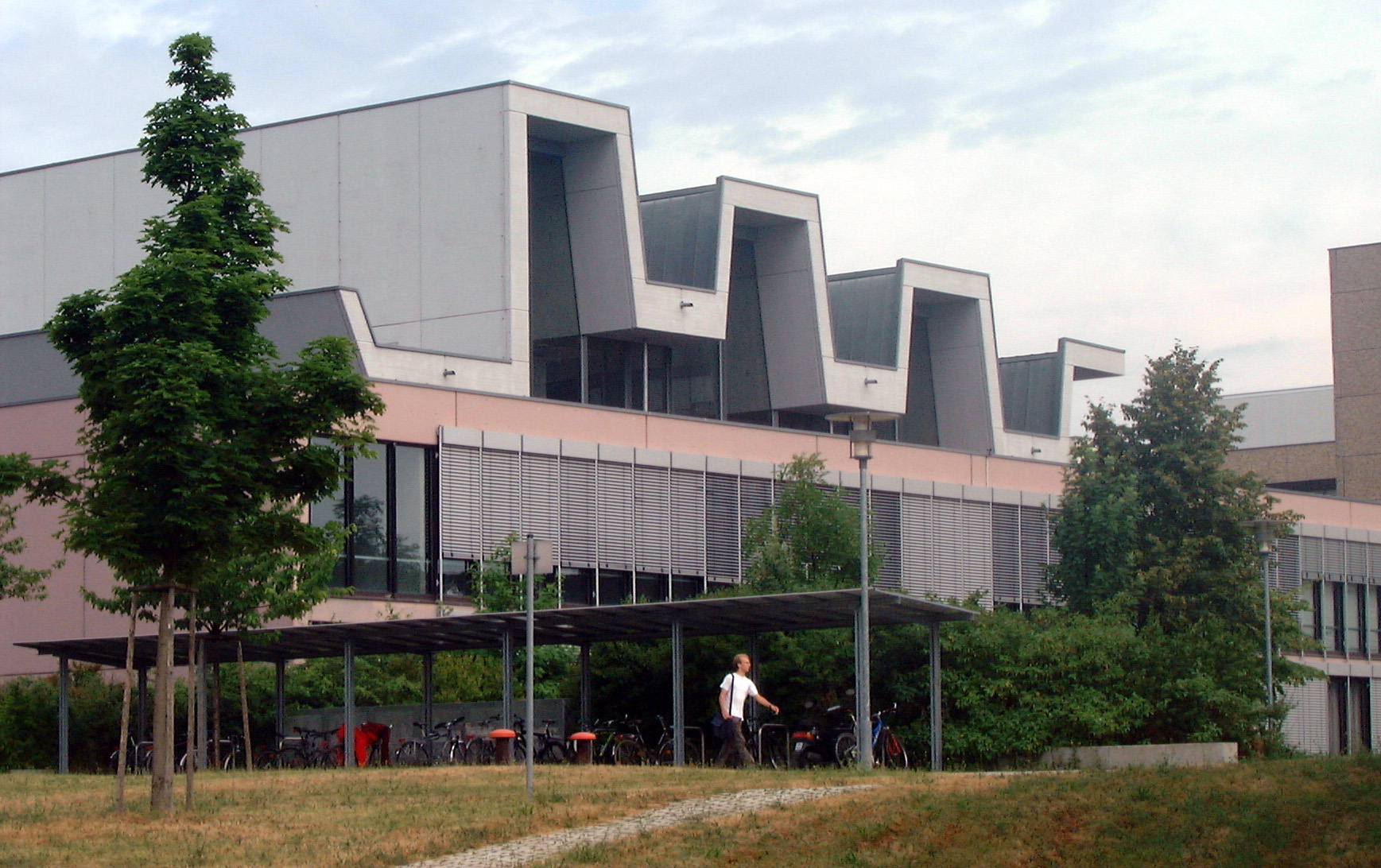
Hörsaalbau der Naturwissenschaften
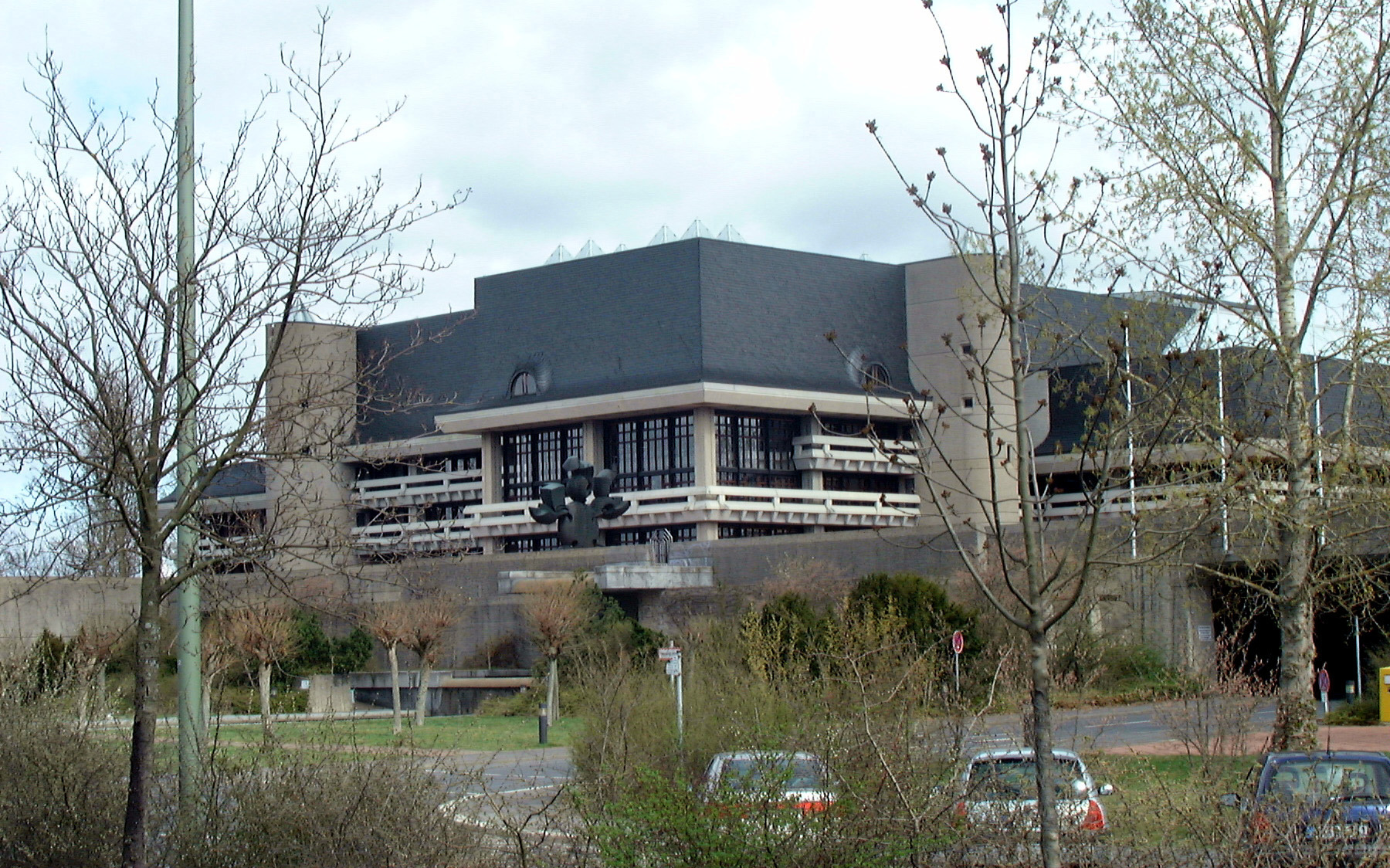
Universitätsbibliothek
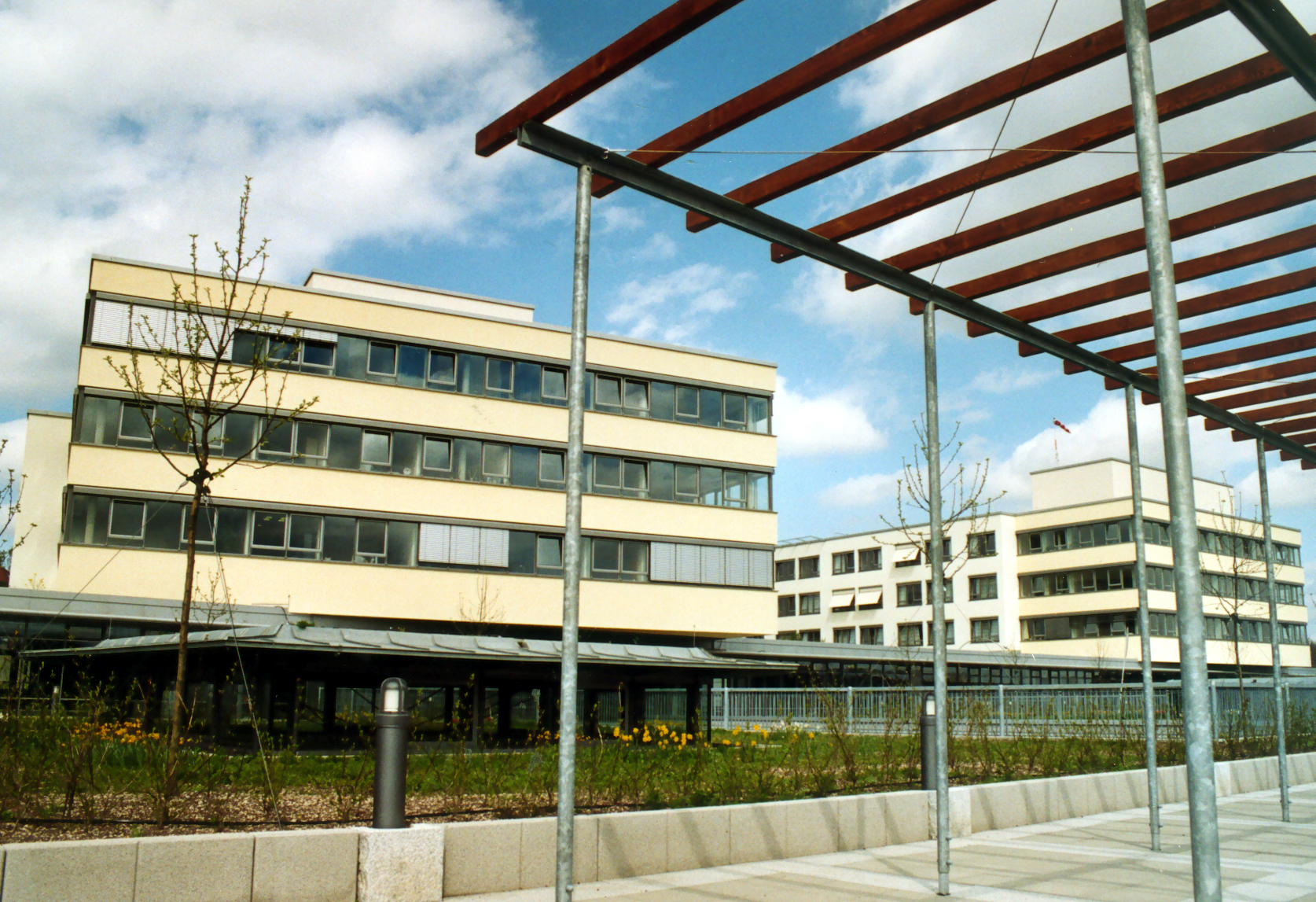
Zentrum für Operative Medizin

## Studentenorganisationen

### Die wichtigsten politischen Hochschulgruppen
Folgende Hochschulgruppen sind neben den Fachschaften im Studierendenparlament (bis 2022 Studentischer Konvent) vertreten.
- Studis für Studis
- Liberale Hochschulgruppe (LHG)
- JuSo Hochschulgruppe
- Grüne Hochschulgruppe (GHG)
- Campus.LINKE
- Ring Christlich-Demokratischer Studenten (RCDS)

### Studentisches Leben
- El§a e. V. – European Law Students’ Association
- Evangelische Studierendengemeinde
- Individual Academic Consulting (IAC)[108][109]
- Katholische Hochschulgemeinde

### Studentenverbindungen
In Würzburg sind 30 aktive Studentenverbindungen ansässig; davon sind 3 Damenverbindungen.

## Kritik
Die Universitätsleitung betreibt für ihre Hörsäle Namenssponsoring; es gibt einen „Sparkassen-Hörsaal“, einen „Brose-Hörsaal“ und einen AOK-Hörsaal. Die Studierendenvertretung kritisierte hierbei, dass der Universität eine Abhängigkeit von ihren Sponsoren drohe, weil der Staat sich bei der Renovierung von Hörsälen zurückhalte.

## Sonstiges
- Im Turm der Neubaukirche (Aula der Universität), der mit seinen 91 Metern der höchste Kirchturm der Stadt ist, befindet sich eins von vier Carillons in Bayern. Auf ihm werden zwischen Ostern und Weihnachten immer mittwochs um 17:30 Uhr öffentliche Konzerte (ca. 30 Minuten Dauer) gespielt.
- Als erste Universität in Bayern wurde die JMU im März 2016 mit dem Signet „Bayern barrierefrei“ ausgezeichnet. Die Auszeichnung erfolgte für die Beseitigung baulicher Barrieren, besonders in Neubauten und für die Einrichtung der Informationsstelle für Menschen mit Behinderung und chronischer Erkrankung (KIS), die bereits 2008 erfolgte.[115][116]
- Am 7. Januar 2019 wurde das Onlineportal WueStudy[117] der Universität Würzburg nach mehreren Fehlversuchen eingeführt. Es ersetzt das vorherige Portal sb@home und läuft unter Verwendung der Software HISinOne, entwickelt von der Hochschul-Informations-System.

## Personen
Insgesamt 14 Nobelpreisträger haben an der Universität Würzburg – zumindest zeitweise – geforscht und gelehrt. Weiterhin brachte die JMU 11 Leibniz-Preisträger hervor. Der Europäische Forschungsrat ERC hat 38 seiner renommierten ERC Grants an Forschende der JMU vergeben.